# 中柱港
中柱港（福州語平話字：dṳ̆ng-têu-gē̤ng），位於中華民國福建省連江縣東引鄉樂華村。為東引鄉居民主要進出的運輸港口，也是中華民國實際統治區域最北端的商港。

## 東引門戶
東引島是馬祖列島中位置最北也是最接近台灣本島的島。東引島的主要對外門戶為中柱港，港口前方岩壁上可見刻有「中柱港」斗大紅字。本港分為深水碼頭區、軍用碼頭區及小型碼頭區等3區，主要供臺馬輪等大型客貨輪進出碼頭，港區設有棧橋供駛上駛下船舶使用。中柱港前身為南澳漁港，於1988年改建後啟用，為中華民國國軍所興建。

## 航線
- 南竿福澳港
- 臺灣基隆港

## 外部連結
- 連江縣港務處（页面存档备份，存于）
- YouTube上的連江縣港務處頻道